# Substitutionsbehandling
Substitutionsbehandling, underhållsbehandling, eller läkemedelsassisterad rehabilitering vid opiatberoende (LARO) är läkemedelsbehandling som förhindrar abstinensbesvär och möjliggör för att personer som inte kan eller vill sluta med opioidbruk löper lägre risk för bland annat överdoser och förgiftningar och blodburna smittor. Metadon och buprenorfin är de viktigaste läkemedlen vid substitutionsbehandling. Buprenorfin ges i tablettform. Metadon ges främst i flytande form för oralt intag. 
Substitutionsbehandling av opiatberoende stöds av Internationella röda korset, WHO (världshälsoorganisationen) the World bank och UNODC med reservationen att ingen behandlingsmetod är effektiv för alla människor med opiatberoende; det behövs även andra typer av metoder för behandling av personer med opiatmissbruk.
Vissa svenska antidrogorganisationer, särskilt RNS, anser att substitutionsbehandling utgör ett fortsatt missbruk. RNS anser att substitutionsbehandling bara ska få ske under strikt kontrollerade former och begränsas till de klienter där förutsättningar finns för att substitutionsbehandlingen ska bli en väg ut ur missbruket. RNS  pekar på att narkotiska preparat på olika sätt kan läcka vidare till den illegala marknaden eller användas på ett sätt som inte var planerat och att själva utdelningen tar resurser från andra åtgärder mot bruk av narkotika. 
 RNS anser att narkotikabruk ska stävjas genom att brukare utsätts för kännbara konsekvenser, exempelvis att körkort och pass dras in.
Brukarföreningar för personer som använder narkotika, som Brukarföreningen Stockholm, såväl som anhörigorganisationer och intresseorganisationer, anser att substitutionsbehandling är en viktig komponent i att möjliggöra för narkotikabrukare att uppnå bästa möjliga hälsa och minska risken för dödsfall.
Senare forskning har dock gjort gällande att LARO är en viktig pusselbit för att vända livet från ett tungt opiatbruk till ett mer funktionellt liv. Patienter inskrivna i LARO uppger att medicineringen är ett existentiellt innehåll i behandlingen och tack vare förskrivningen kan de fokusera på övriga behandlingsbitar. Detta kan de inte göra i en traditionell 12 stegsbehandling uppger patienterna. 
2019 fick Schweiz tidigare president Ruth Dreifuss och forskaren Peter Reuter det prestigefylla The Stockholm Prize in Criminology för deras arbete med Harm Reduction och LARO. Deras slutsater är att LARO (ska ses som Harm Reduction) leder till minskad brottslighet och förbättrad hälsa.